# Europop
Europop (también deletreado Euro pop) es un estilo de música pop que se originó en Europa entre mediados y finales de la década de 1960 y se desarrolló hasta la forma actual a lo largo de finales de la década de 1970, se caracteriza por ritmos pegadizos, canciones simples y letras superficiales. Una de las principales diferencias entre el europop  y el pop estadounidense es que el primero tiende más a la música dance y el techno. Europop encabezó las listas de éxitos durante las décadas de 1980 y 1990. Muchos artistas exitosos de Europop vinieron de Suecia, Bélgica, Dinamarca, Francia, Finlandia, Alemania, Irlanda, Italia, Holanda, Noruega, Polonia, Rumania, Reino Unido y España. La gran mayoría eran de origen sueco.
En los años 1980 y principios de los años 1990, Ace of Base de Suecia, Lio de Francia, Whigfield de Dinamarca o Princessa de España, copan los primeros puestos de las listas en el continente y abren el mercado a Asia, asentándose en Japón. Army of Lovers introdujo con éxito el europop entre las audiencias británicas y estadounidenses. 
El término se usa principalmente en los países de habla anglosajona y a veces se emplea como sinónimo de pop europeo. Existen diferencias de uso entre Estados Unidos y el Reino Unido. Mientras que Kylie Minogue o Sophie Ellis-Bextor pueden ser clasificadas como europop en Estados Unidos e incluso Australia, en Reino Unido se suele emplear exclusivamente para el pop de Europa continental. Los grupos británicos Girls Aloud y Take That, nunca serían calificados como europop en su país de origen.

## Historia
Durante la década de 1970 y principios de la de 1980, estos grupos fueron principalmente populares en los países continentales, con la excepción de ABBA (1972-1983). La banda sueca de cuatro integrantes logró un gran éxito en el Reino Unido, donde obtuvieron diecinueve sencillos entre los 10 primeros y nueve álbumes que encabezaron las listas, y en América del Norte, Argentina, Uruguay y Australia.
A fines de la década de 1980 y principios de la de 1990, Roxette y Ace of Base lideraron el Europop en las audiencias principales estadounidenses y británicas. En la década de 1990, grupos de pop como las Spice Girls, Aqua, Steps, Backstreet Boys y el cantante DJ BoBo fueron fuertemente influenciados por el Europop. A finales de la década de 1990 y principios de la de 2000, el grupo de dance italiano Eiffel 65 fue muy activo en este género. En la década de 2000, uno de los representantes más populares de la música europop fue el grupo de pop sueco Alcazar.
Una de las principales diferencias entre el pop estadounidense y europeo es que el europop generalmente está más orientado al baile y al trance. En Europa central, Italo disco (también conocido como Euro disco de los 80 ) y Euro house fueron los intentos predominantes de los músicos jóvenes para tener un disco de éxito dentro y fuera de las fronteras de su propio país.